# Gioacchino Scaduto
Gioacchino Scaduto, né à Licata en 1898, mort en 1979, est un universitaire et homme politique italien. 
Juriste, il est recteur de l'université de Palerme de 1935 à 1938. Membre de la Démocratie chrétienne, il est maire de Palerme du 3 juin 1952 au 10 août 1955. 

## Biographie

### Juriste
Gioacchino Scaduto est issu d'une famille originaire de Bagheria,
Professeur d'université de droit civil à l'Université de Palerme, Gioacchino Scaduto publie notamment L’exceptio non adimpleti contractus nel diritto italiano en 1921, Gli arbitratori nel diritto privato en 1923 et I debiti pecuniari e il deprezzamento monetario en 1924.
Il est recteur de l'Université de Palerme de 1935 à 1938, et doyen de la faculté de droit.
Fervent catholique, il reçoit de l'archevêque de Palerme, Ernesto Ruffini, la tâche de défendre les intérêts de l’Église, qui prétendait à la propriété du Mont Pellegrino sur lequel se situe le sanctuaire de sainte Rosalie. Le jugement lui est défavorable en réaffirmant la propriété de l’État. Il est également l'avocat de la Société Générale Électrique Sicilienne.
Resté proche de Ruffini, observateur influent de la vie politique palermitaine, il bénéficie de son appui dans sa carrière électorale sous l'étiquette de la Démocratie chrétienne. 
Comme juriste, avec d'autres professeurs de l'université de Palerme membres de la DC comme Pietro Virga, Lauro Chiazzese et Salvatore Orlando Cascio, il défend les intérêts des propriétaires terriens en attaquant la réforme agraire votée par l'assemblée régionale en décembre 1950, et parvient ainsi à retarder l'action de l'Ente per la riforma agraria siciliana (ERAS).

### Maire de Palerme
Après la démission de Gaspare Cusenza fin mars 1951, le vice-maire Ernesto Pivetti assure l'intérim jusqu'au retour pour deux mois de l'ancien maire Guido Avolio, puis la nomination d'un commissaire préfectoral Riccardo Vadal le 2 janvier 1952. Afin de restaurer l'autorité municipale, Gioacchino Scaduto est élu maire le 3 juillet 1952 par les conseillers de centre droit sur les conseils de l'archevêque de Palerme.qui cherchait à créer un vaste bloc anticommuniste,
Sa junte de centre-droit ne comprenait que cinq démocrates-chrétiens pour sept monarchistes, deux conseillers libéraux (Guttadauro et La Rocca) étant passés au Parti monarchiste et le MSI soutenant sans participation.
Héritant d'une situation administrative et financière fragilisée par les changements successifs à la tête de la municipalité, il tente d'améliorer les finances de la ville, mais échoue à obtenir une aide de l’État. Familier du président de la région sicilienne Franco Restivo, il subit la montée du courant fanfanien à Rome et localement des jeunes Turcs (Giovanni Gioia, Nino Gullotti, Salvo Lima...). Il présente sa démission une première fois, mais elle est refusée par le conseil municipal.
Il engage alors de grands travaux dont l'achèvement de la via Marchese di Villabianca. Il inaugure avec le cardinal Ruffini, plusieurs centres sociaux et logements sociaux initiés par le prélat. Proche de grands aristocrates terriens, il décide l'expansion de la ville vers le nord-ouest sur des domaines détenus par de grands propriétaires fonciers et par la Società generale immobiliare, détenue par le Vatican. Contrairement au plan de reconstruction de 1947, il décide en 1952 de lotir 60 000 m² du parc privé de la Villa Sperlinga et de n'aménager que 18 000 m² en jardin public, réussissant à contrer un accord majoritaire pour la sauvegarde de l'ensemble du parc, grâce à l'opportun abattage de tous les arbres par des vandales non identifiés. En faisant construire, notamment par la Societe generale immobiliare et le bailleur social IACP (Istituto Autonomo per le case popolari della Provincia di Palermo), des logements subventionnés sur des terrains peu chers loin du centre, il préfigure, avec son adjoint aux travaux, Pietro Virga, comme lui professeur à l'université de Palerme, la spéculation immobilière de la décennie suivante qui appliquera le même principe : expropriation des terres bon marché en périphérie de la ville pour y construire des logements sociaux avec la réalisation des réseaux de voiries, d'assainissement, d'eau et d'électricité, entrainant une multiplication jusqu'à 10 des prix des terrains privés situés entre ces nouvelles constructions et la ville qui enrichissent les grands propriétaires fonciers de ces zones.
Les luttes internes au parti chrétien-démocrate local l'amènent à démissionner le 10 août 1955. Il est remplacé par un commissaire préfectoral alors que les membres du conseil municipal ne parviennent pas à se mettre d'accord sur un successeur. Il est alors réélu le 6 décembre 1955, pour huit jours, le temps d'accueillir le président de la République, Giovanni Gronchi, en visite officielle à Palerme.
Il se retire ensuite de la vie politique, et poursuit sa carrière académique. Il meurt à 81 ans.